# بينجامين ايم
بينجامين ايم (مواليد 19 فبراير 2000، لاعب كرة قدم غاني يجيد اللعب كلاعب وسط مهاجم يلعب كلاعب مقيم مع نادي الإمارات.

## مسيرة اللاعب
لعب في دوري المؤسسات في نادي الفلاح و لعب بعدها مع نادي الظفرة ونادي خورفكان ونادي الإمارات.

## روابط خارجية
بينجامين ايم على موقع قاعدة بيانات كرة القدم.إي يو (الإنجليزية)
- بينجامين ايم على موقع Soccerway.com (الإنجليزية)